# 上梧江瑶族乡
上梧江瑶族乡，是中华人民共和国湖南省永州市双牌县下辖的一个乡镇级行政单位。

## 行政区划
上梧江瑶族乡下辖以下地区：
上梧江村、蒋家田村、枫木山村、山峰村、新华村、福禄村、平漯村、新田岭村、大竹漯村、新田铺村、下岭铺村、盘家村、新立村、青春村、禾山岌村、高枧村、罗家村、北源村、进宝村、林家村、熊家村、田家洞村和马家村。